# Boun Oum

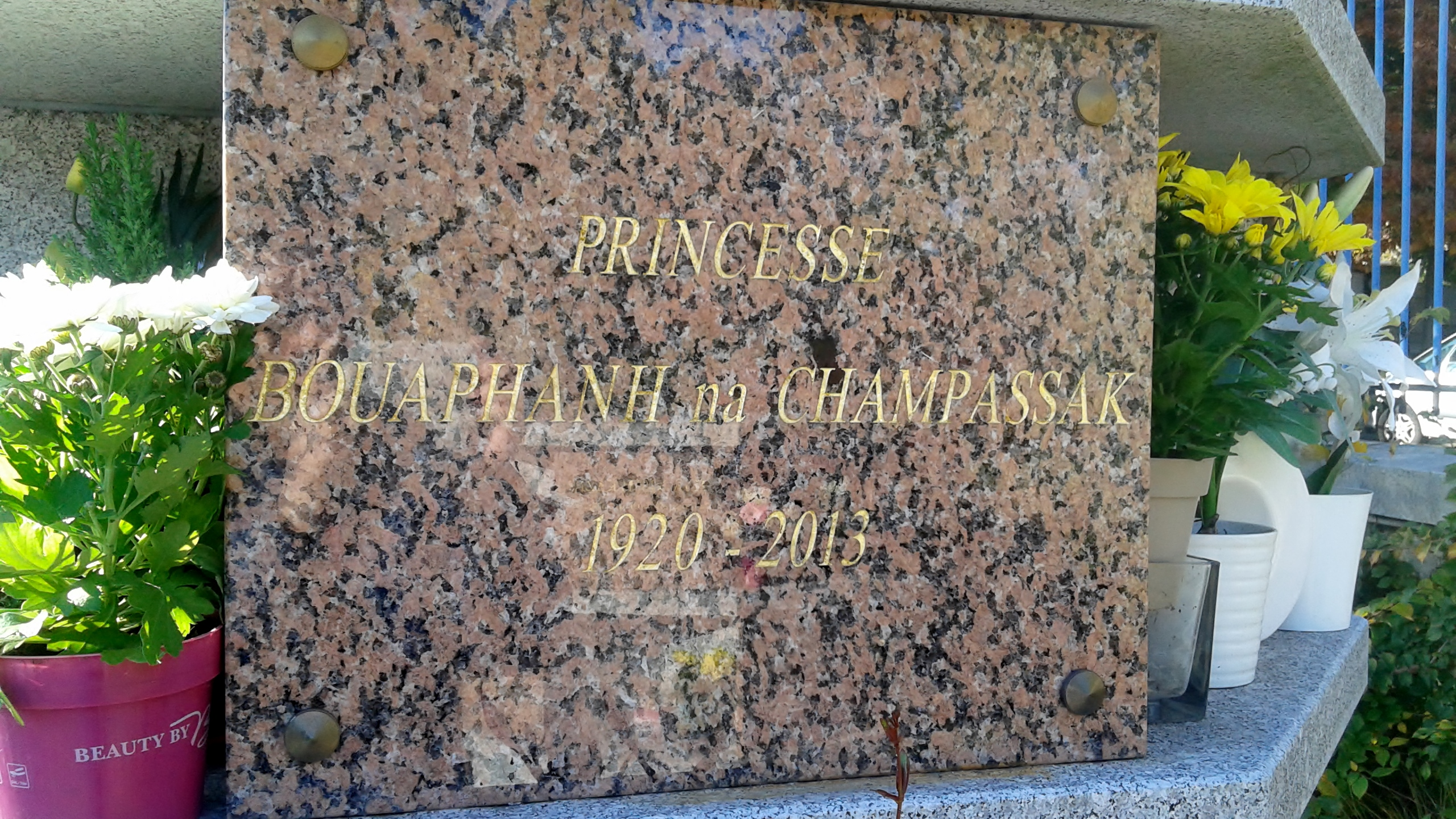
Mom Bouaphanh Na Champassak.

Boun Oum, appelé en lao Chao Boun Oum (Prince Boun Oum, ou Chao Boun Oum na Champassak ບຸນອຸ້ມ ນະ ຈຳປາສັກ), est un homme d'État laotien. Né le 12 décembre 1911 à Don Talad, dans le protectorat du Laos, et décédé le 17 mars 1980 à Meudon, en France, prince héréditaire de Champassak, au sud du Laos, il a été premier ministre du Royaume du Laos de 1948 à 1949 et de 1960 à 1962.

## Origines familiales et formation
Boun Oum était le fils aîné de Chao Buarabarna Rajadhaniya, Prince de Champasak et de sa quatrième épouse, la princesse Sudhisaramuni. Il va d'abord à l'école de la pagode Vat Liep, puis à l'École de droit à Vientiane et entre en 1935 dans l'administration coloniale, où il est d'abord Chao Muang (sous-préfet) à Keng Kok, puis inspecteur des affaires politiques et administratives du sud-Laos.
[version vraie: Chao Boun-oum était né de la 2e épouse de Rajdanaï, nommée Chao Nang Southsamone. Celle-ci a en tout quatre enfants à savoir, Bou-oum, Boun-om,Boun-Pom, et Boun-Nia.]. Quant à Chao Boun-Eua, il est né de la 3e épouse (Mom Va - §Mom est le titre de la femme légitime du prince) . Chao Siromé, et Soudachanh sont nés de 4e épouse (Chao Nang Chanh)

## Rôle politique
En 1945, après le coup de force japonais du 9 mars et la formation du gouvernement des Lao Issara, Boun Oum participe avec le grade de lieutenant aux opérations de guérilla menées par des commandos français parachutés dans le sud du pays, ce qui permet aux Français de reprendre Paksé, la métropole du sud-Laos,. Lorsque la France accorde au Laos l'autonomie interne dans le cadre de l'Union française en août 1946, un protocole secret garantissait à Boun Oum le poste à vie d'inspecteur général du Royaume, et en échange, il renonçait à ses droits sur le trône de Champassak au bénéfice du roi du Laos unifié Sisavang Vong. Par la suite, il sera l'une des têtes de file de la droite laotienne et occupera le poste de premier ministre, en 1948-1949 et en 1960-1962. Savengh Pinnith le qualifie de « féodal jouisseur ».

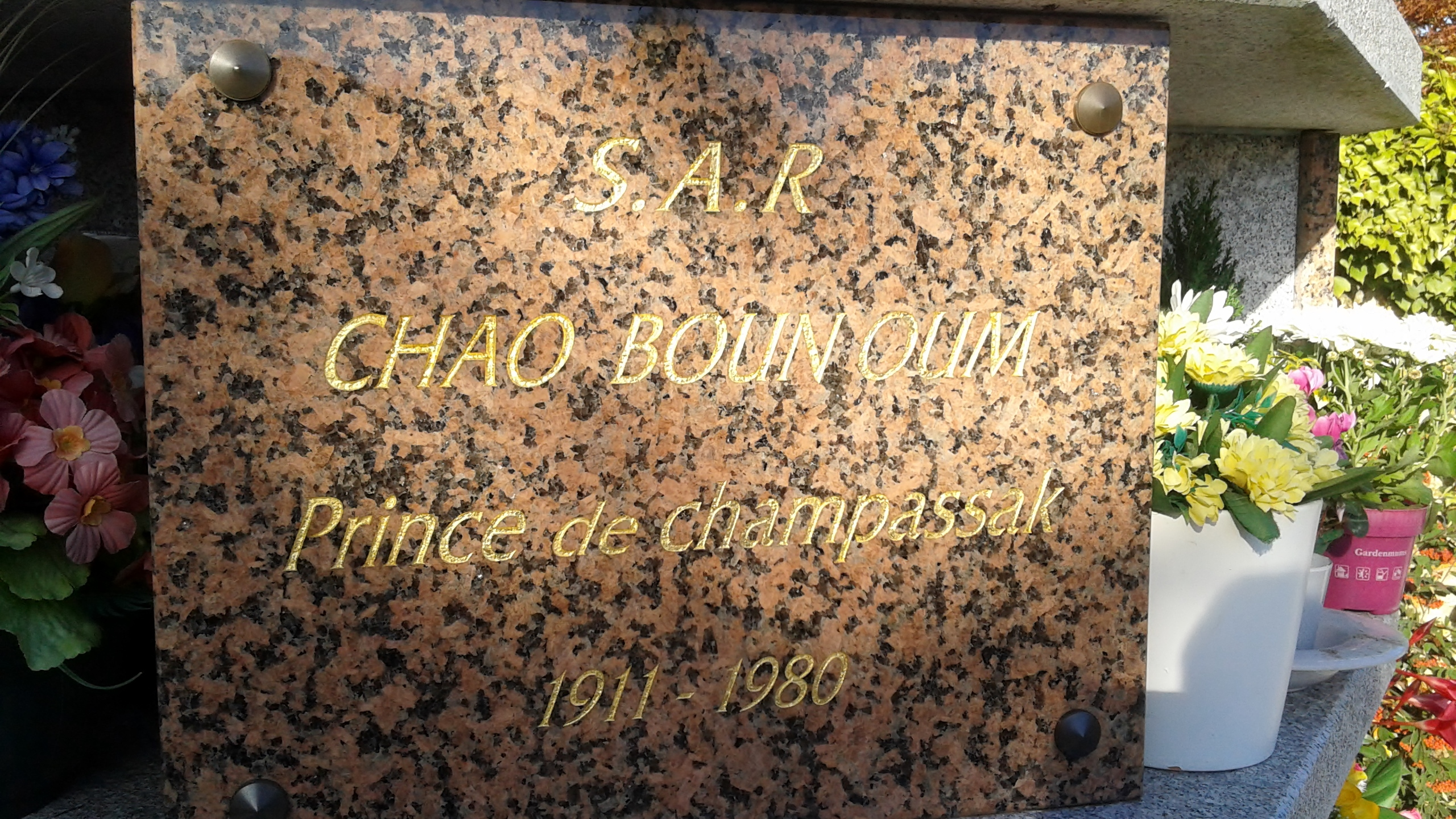
Plaque du cimetière de Meudon.

Après 1962, il se retire de la vie politique. En 1975, après le coup d'État communiste et l'assassinat de son frère Boun Om, il se réfugie en France, où il meurt en 1980. Ses cendres reposent au cimetière de Trivaux à Meudon. 

## Descendance
En 1943, Boun Oum s'est marié avec Mom Bouaphanh dont il a eu six fils et trois filles : les princes Champhonesak, Saysanasak, Halusak, Simoungkhounsak, Vannahsak, Vongdasak, et les princesses Petchninchindasak, Keosondarasak et Keomanisak. Il succède à son père à la tête de la maison princière de Champassak en juin 1946 mais le 27 août, il renonce à ses droits afin de permettre la création d'un Laos unifié sous l'égide du roi de Luang Prabang Sisavang Vong.